# Mustafa Yılmaz
Mustafa Yılmaz (Mamak, 5 novembre 1992) è uno scacchista turco.
Ha ottenuto il titolo di Grande Maestro in settembre 2012.
Nel 2008 ha partecipato con la nazionale turca alle Olimpiadi di Dresda. L'anno successivo ha vinto il campionato turco con 11½ /13, diventando a 16 anni il più giovane vincitore del campionato. Ha vinto ancora il campionato turco nel 2017.
Dal 2012 al 2016 ha partecipato a cinque campionati tedeschi a squadre (Bundesliga), con la squadra SK Turm di Emsdetten.
In aprile 2017 è stato 1°-6° nell'open di Dubai (3° per spareggio tecnico, vinse Vidit Santosh Gujrathi).
Ha raggiunto il massimo rating FIDE in luglio 2017, con 2640 punti Elo.